# 39. Infanterie-Division (Wehrmacht)
Die 39. Infanterie-Division war eine Infanteriedivision des Heeres der deutschen Wehrmacht im Zweiten Weltkrieg. 

## Geschichte

### Aufstellung
Die Division wurde am 11. Juli 1942 in Vlissingen in den besetzten Niederlanden und blieb bis Anfang 1943 dort stationiert.

### Verlegung an die Ostfront
Im April 1943 wurde die Einheit an die Ostfront in den Raum Charkow verlegt und dem XXXXII. Armeekorps zugewiesen. 

### Vernichtung
In der Ukraine erlitt die Einheit schwere Verluste.

### Auflösung
Die Division wurde am 23. Oktober 1943 aufgelöst.